# Голос огня
«Голос огня» (англ. Voice of Fire) — абстрактная картина американского художника Барнетта Ньюмана, созданная в 1967 году. Она была написана акриловыми красками на холсте и ныне хранится в Национальной галерее Канады (Оттава). Её композиция состоит из трёх вертикальных полос одинакового размера, при этом наружные полосы окрашены в синий цвет, а центральная — в красный. Картина была создана в рамках специального заказа Всемирной выставки 1967 года, проводившейся в Монреале (Канада).
Покупка «Голоса огня» Национальной галереей Канады для своей постоянной коллекции в 1989 году за $ 1,8 млн вызвала бурю споров. Некоторые жители Оттавы издевались над ней, нося полосатые футболки и галстуки, имитировавшие картину. В книге 1996 года «Голоса огня: искусство ярости, власти и государства» (англ. Voices of Fire: Art Rage, Power, and the State) под редакцией Брюса Барбера, Сержа Гильбаута и Джона О’Брайана были рассмотрены вопросы, связанные с покупкой этой картины.

## История
Заказанный для Всемирной выставки 1967 года, которая проходила в Монреале и была приурочена к празднованию столетия Канады, «Голос огня» был частью павильона США, организованного искусствоведом и историком Аланом Соломоном. На выставке «Американская живопись сейчас» (англ. American Painting Now) были представлены работы 22 художников, установленных в американском павильоне: геодезическом куполе, спроектированном инженером Бакминстером Фуллером. Явно ориентированный на указания Соломона «Голос огня» был вертикальным и составлял в длину 540 см, что позволяло лучше отразить размер купола. Это был первый раз, когда Ньюман работал в таком масштабе в вертикальном формате. Картины демонстрировались вместе с другими символами американского прогресса, космической капсулой «Аполлона» и красно-белыми полосатыми парашютами «Аполлона», фотографиями Луны и крупномасштабными фотографиями кинозвёзд.
Весной 1987 года Брайдон Смит, тогдашний помощник директора Национальной галереи Канады, связался с вдовой Ньюмана, умершего в 1970 году, Эннели, чтобы спросить, не согласится ли она одолжить «Голос огня» его галерее для временной выставки в следующем году, которая должна была совпасть с завершением строительства нового здания.
В мае 1988 года «Голос огня» был выставлен в новом помещении Национальной галерее Канады, но не привлёк большого внимания со стороны средств массовой информации и не породил общественных дискуссий. Он был выставлен в большом, с высоким потолком пространстве, только с несколькими другими работами американских художников: Милтона Резника, Джексона Поллока и Тони Смита. На этой выставке послевоенного искусства США картина Ньюмана «заняла почётное место» в качестве её центрального элемента. В марте 1990 года Национальная галерея Канады объявила о покупке картины за 1,8 миллиона долларов США, что вызвало «огненную бурю» в местных СМИ и большой общественный резонанс во всей Оттаве, в основном сосредоточенных вокруг вопроса о том, достойна ли работа называться искусством. Тем не менее она осталась в его коллекции, а в 2014 году ведущие специалисты Национальной галереи Канады оценили стоимость шедевра Ньюмана в 40 миллионов долларов США.